# Kościan (gmina wiejska)
Kościan – gmina wiejska w województwie wielkopolskim, w powiecie kościańskim. W latach 1975–1998 gmina położona była w województwie leszczyńskim.
Siedziba gminy to Kościan.
Według danych z 31 marca 2011 gmina liczyła 15 537 mieszkańców.

## Struktura powierzchni
Według danych z roku 2002 gmina Kościan ma obszar 202,27 km², w tym:
- użytki rolne: 81%
- użytki leśne: 10%

Gmina stanowi 27,99% powierzchni powiatu.

## Demografia

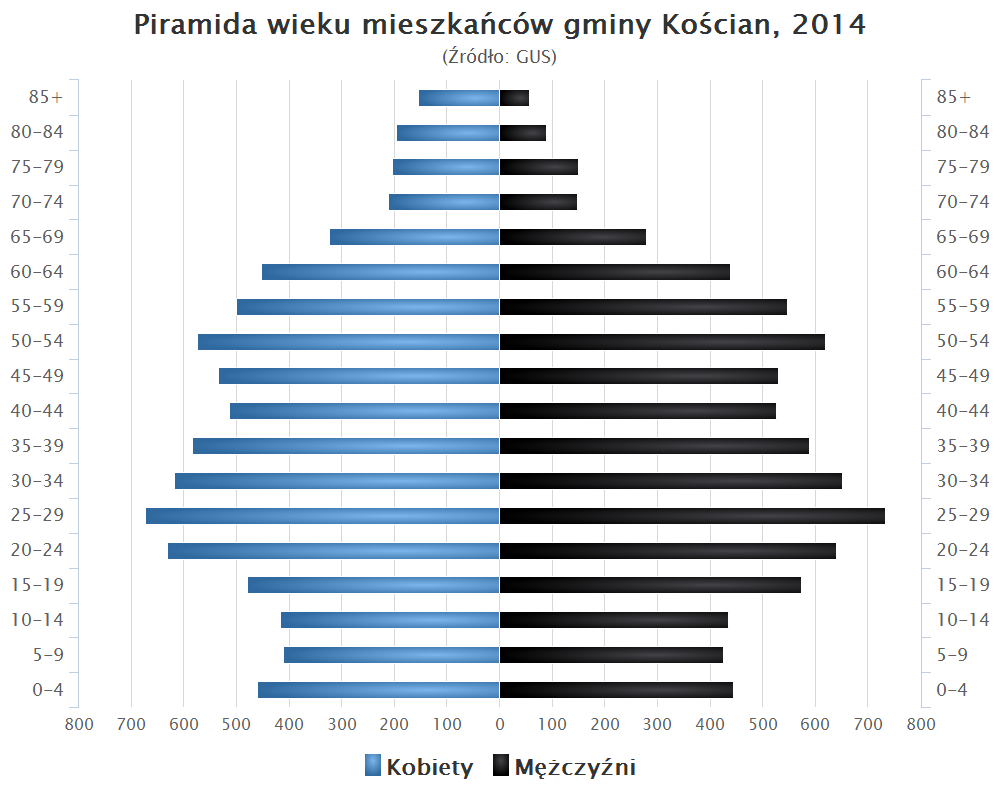
Piramida wieku mieszkańców gminy Kościan w 2014 roku

Dane z 31 grudnia 2009:
| Opis                              | Ogółem | Ogółem | Kobiety | Kobiety | Mężczyźni | Mężczyźni |
| --------------------------------- | ------ | ------ | ------- | ------- | --------- | --------- |
| jednostka                         | osób   | %      | osób    | %       | osób      | %         |
| populacja                         | 15 324 | 100    | 7644    | 49,9    | 7680      | 50,1      |
| gęstość zaludnienia (mieszk./km²) | 76     | 76     | 38      | 38      | 38        | 38        |

## Sąsiednie gminy
Czempiń, Kamieniec, Kościan, Krzywiń, Stęszew, Śmigiel